# Marco Parolo
Marco Parolo, född 25 januari 1985 i Gallarate i Italien, är en italiensk före detta fotbollsspelare. Han var mittfältare senast i italienska klubben Lazio med nummer 16.
Parolo spelade även för Italiens fotbollslandslag, speciellt i VM 2014, EM 2016 och VM-kvalmatcher 2018.